# Yangmingbu (köpinghuvudort i Kina, Shanxi Sheng, lat 39,01, long 112,87)
Yangmingbu är en köpinghuvudort i Kina. Den ligger i provinsen Shanxi, i den norra delen av landet, omkring 130 kilometer norr om provinshuvudstaden Taiyuan. Antalet invånare är 19 840. Befolkningen består av 9 811 kvinnor och 10 029 män. Barn under 15 år utgör 16,0 %, vuxna 15-64 år 72 %, och äldre över 65 år 10,0 %.
Runt Yangmingbu är det ganska tätbefolkat, med 185 invånare per kvadratkilometer. Närmaste större samhälle är Xingao, 7,9 km öster om Yangmingbu. Trakten runt Yangmingbu består i huvudsak av gräsmarker.
Genomsnittlig årsnederbörd är 600 millimeter. Den regnigaste månaden är juli, med i genomsnitt 168 mm nederbörd, och den torraste är januari, med 3 mm nederbörd.